# 金時 (お笑い)
金時（きんとき）は、吉本興業所属のかつて存在したお笑いコンビ。大阪NSC25期生。2004年6月結成、2008年4月29日解散。主にbaseよしもとで活動していた。

## メンバー
三輪 善行（みわ よしゆき、1980年7月14日 - （45歳））
ボケ担当、立ち位置は向かって左。
大阪府池田市出身、現在の実家は兵庫県尼崎市。血液型O型、身長184.7cm、体重84kg、靴のサイズ28cm。
NSC入学前は大工や大手ゼネコン企業下で現場勤務を経験。土建関連の用語や技術に詳しく、ピンネタで壁紙を手際良く貼れる人のものまねを披露したり、ロケ番組で溶接を行ったこともある。
趣味はお酒、ドラマ・映画観賞。漫画を読むことも好み、自宅には多数の漫画本が揃っている。バイクも好きでユニットライブの金銀どう？のブリッジVTRでは購入したばかりの黒のビッグスクーターに乗って登場した。
特技はオセロ、手料理。
コンビ名の由来は三輪の好物である「宇治金時」から。こしあんよりも粒あん派。
武智（スーパーマラドーナ）率いる元ヤンキー芸人を中心に集めた『武智軍団』に属しており、武智が主催する「baseよしもと愚連隊」のレギュラーメンバー。その際のキャッチフレーズは「43号線沿いに住んでます」。
秋山のたぬきキャラの派生で、哲夫（笑い飯）からは「ワニキャラ」として舞台上でいじられていた。
解散後は「ビリケンビリー」（相方は元「ルービック」岩本昭太、2008年6月解散）、「プロペラーズ」（相方は元「ダ・ヴィンチ」釜口育、旧「京子」、2009年3月解散）、「ケムリダマ」（相方は元「じゃじゃ馬ポニー」山本真次、2009年12月解散）、「みわこたに」（相方は元「Dandelion」小谷真理、旧「三輪小谷」、2013年2月28日解散）としてbaseよしもとや5upよしもとのオーディションやユニット等の様々なライブに出演。劇場システムの移行に伴い、5upよしもとを卒業。
2013年3月、（元「すぴっぴ」「クレイジージェントルメン」）福井信也と「とんび」を結成。道頓堀ZAZAPocket’sで行われていた「よしもとフラッシュLIVE」等に出演。同年11月解散。2014年4月、ピン芸人としてあべのハルカス内SPACE9にて行われていたネタライブ「High Stageよしもと」やバトルライブ「マンスリーバトル」等に出演。同年12月、（元「おてもと」「イグニッション」）長野佑介と「平安おじゃる」を結成、コンビ活動を再開。よしもと漫才劇場のオーディションライブ「UP TO YOU!」等に出演。2015年11月解散。
再びピン芸人での活動と並行しながら2016年3月、（元「こけらおとし」「愛してマリー」）さかもとかつのり（阪本勝紀）とのユニット「なにわプラッチック」として複数のライブで漫才も披露、道頓堀角座のオーディションライブ等にも出演。同年7月、松竹芸能へ移籍し、正式にコンビを結成した。
以降、劇場の昼寄席、ネタライブ「松竹ねたねたライブ」、バトルライブ「お笑いヘップバーン!!Aやん」をはじめ、様々なライブに出演していたが、2018年7月末の道頓堀角座の閉館を機に同年9月より所属を大阪から東京事務所へ移籍し、上京。新宿角座を中心に活動していたが、2021年4月1日付でメンテナンスを理由に休館を発表後に同年5月19日に運営より本多劇場グループへの移管が発表され、事実上の閉館となった。2022年1月現在、松竹芸能によるお笑いライブは新宿にあるいくつかの劇場での公演となっておりその中の定期ライブ「SHOCHIKUピラミッドライブ（イッタレ！、ヤッタレ！、トップ座）」やネタライブ「ネタダケ！」等に出演中。
2020年4月より一般社団法人漫才協会に正式に入会。漫才協会員として、浅草フランス座演芸場東洋館でのお笑い寄席「漫才大行進」等にも出演し、その他劇場を中心に活動中。
秋山 賢太（あきやま けんた、1983年6月24日 - （42歳））
ツッコミ担当、立ち位置は向かって右。
兵庫県川辺郡出身。血液型A型、身長170cm、体重61kg、靴のサイズ26.5cm。
兵庫県立猪名川高等学校卒業。
ゴルフ場のキャディのアルバイトをしていた時は他が年配の女性ばかりだった為、バイト先では珍しがられていた。
趣味はフィギュアとスニーカー収集。
特技はイラストを描くこと（グッズや単独ライブの舞台セットにも使用されていた）と、サッカー。小・中・高とサッカー部で活躍し、小学校の時に全国大会で得点王のタイトルを獲得したのをはじめ、地域選抜や大学サッカーの推薦枠に選ばれる程の腕前を持つ。よしもとフットサルリーグ「DATZ」ではチーム「千日前フリーキック」に所属していた。
コーンアレルギーである。
ライブのコーナーや漫才中に「たぬきキャラ」としていじられるノリがあった。
解散後は（元「やじろべえ」「河井山名」）山名文和、（元「鯉女房」「ビンチョウタン」）藤本聖とのトリオ「ソーセージ」を結成し、baseよしもとや5upよしもとのライブに出演。
2012年10月、藤本がトリオから脱退後に山名とのコンビ「アキナ」を結成。5upよしもと卒業後はよしもとの各劇場にて活動、今に至る。
2019年2月14日、朝日放送テレビアナウンサーの塚本麻里衣との結婚を発表。
2021年3月23日、第一子となる女児が誕生。

## 出囃子
THE イナズマ戦隊「バカ者よ大使を抱け」

## 経歴
- 2002年12月、NSC25期卒業公演にてMCを務めたが、その後一度解散。
- 2004年6月、コンビ再結成。オーディションライブ「baseプレステージ」に出演。
- M-1グランプリ2004　2回戦進出
- 2004年10月、新システム「ビーコード」開始。オーディション組からスタート。
- M-1グランプリ2005　3回戦進出
- 2005年11月、ビーイチ組に昇格し、「ビーイチビーコード」に出演。
- 2006年2月、ビーニ以上のビーコードのバトルが廃止となり、新ライブ「ガンガンライブ」のレギュラーメンバーに。
- M-1グランプリ2006　3回戦進出
- M-1グランプリ2007　3回戦進出
- R-1ぐらんぷり2008　2回戦欠場（※三輪のみ）
- 2008年4月からの新システム「ライブワラb」開始を前に、ベリー・ベリーと金時の2組のみ「peTiTeワラb」への降格が発表。
- 2008年4月29日、幕張メッセで開催された「LIVE STAND 08」への出演を最後に解散[16]。

## 主な出演番組
- 爆笑オンエアバトル（NHK）戦績1勝1敗、最高461KB
- オールザッツ漫才（MBS）2005〜2007年トーナメント・フットカット組にて出場
- しゅんげー!ベスト10（ABC）46位
- ジャイケルマクソン（MBS）
- 笑激!!よしもとライブ（SUN-TV）
- 吉本☆ぐいピコ!（KBS京都）
- 麒麟・千鳥の二笑流TV（GAORA）
- ヨシモト∞（ヨシモトファンダンゴTV）
- ひかり荘（casTV／ネット配信）

## 単独ライブ
- 2006年
  - 10月19日 - 「鯖男」（baseよしもと/大阪）　※初単独
- 2007年
  - 2月5日 - 「蟲男と電球女」（baseよしもと/大阪）
  - 7月26日 - 「みやまよした」（baseよしもと/大阪）
  - 12月13日 - 「みやまよした」（baseよしもと/大阪）

## その他出演ライブ
- 2005年
  - 6月27日 - 千鳥のファイト!四発目（baseよしもと/大阪）※ライブ内の新人芸人プレゼンコーナーにてネゴシックスの紹介で出演、とろサーモン久保田が紹介したクロスバー直撃とのネタ対決で勝利
- 2006年
  - 2月8日 - 1Hユニットライブ「base FLASH！」（baseよしもと/大阪）
  - 5月4日 - 1Hライブ「1ミニッツ一発芸大会 ～おもしろいヤツ大集合～」（baseよしもと/大阪）
  - 5月20日 - ダイナマイト関西〜オープントーナメント大会〜baseよしもと予選①（baseよしもと/大阪）※三輪のみ出場（2回戦敗退）キャッチフレーズ「暴走・巨人の星」
  - 7月23日 - 1Hユニットライブ「天金鎌竺時鼬鼠」（baseよしもと/大阪）
  - 7月30日 - 1Hライブ「1ミニッツ一発芸大会 ～おもしろいヤツ大集合～」（baseよしもと/大阪）
  - 8月7日 - 1Hライブ「baseよしもと愚連隊」（baseよしもと/大阪）※三輪のみ出演
  - 10月4日 - 1Hライブ「1ミニッツ一発芸大会 ～おもしろいヤツ大集合～」（baseよしもと/大阪）
  - 11月13日 - 1Hライブ「baseよしもと愚連隊」（baseよしもと/大阪）※三輪のみ出演
- 2007年
  - 1月8日 - 1Hライブ「1ミニッツ一発芸大会 ～おもしろいヤツ大集合～」（baseよしもと/大阪）
  - 1月25日 - 2Hライブ「中山功太のbaseのイベント」（baseよしもと/大阪）
  - 3月9日 - 1Hライブ「1ミニッツ一発芸大会 ～おもしろいヤツ大集合～」（baseよしもと/大阪）
  - 5月19日 - 2Hライブ「中山功太のbaseのイベント〜ギャラ争奪サバイバル season2〜」（baseよしもと/大阪）※秋山のみVTR出演
  - 5月28日 - 1Hライブ「1ミニッツ一発芸大会 ～おもしろいヤツ大集合～」（baseよしもと/大阪）
  - 6月20日 - 1Hライブ「baseよしもと愚連隊」（baseよしもと/大阪）※三輪のみ出演
  - 7月18日 - 2Hライブ「すべったら即退場！」（baseよしもと/大阪）
  - 8月4日 - ソロライブ「マラドーナVS漫才③」（baseよしもと/大阪)※ユニット漫才コーナーにて武智軍団で三輪のみ出演
  - 8月13日 - いそべのゲームワールド～base編～（baseよしもと/大阪）
  - 8月18日 - 1Hライブ「1ミニッツ一発芸大会 ～おもしろいヤツ大集合～」（baseよしもと/大阪）
  - 9月13日 - 1Hライブ「21時に始まり22時に終わる歌イベント」（baseよしもと/大阪）※秋山のみ出演
  - 10月4日 - 1Hライブ「1ミニッツ一発芸大会 ～おもしろいヤツ大集合～」（baseよしもと/大阪）
  - 11月2日 - 1Hユニットライブ「金銀どう？」（baseよしもと/大阪）
  - 12月28日 - 1Hライブ「年忘れ1ミニッツ一発芸大会 ～おもしろいヤツ大集合～」（baseよしもと/大阪）
- 2008年
  - 1月5日 - 1Hライブ「新春ピン芸大集合」（baseよしもと/大阪）※三輪のみ出演
  - 3月8日 - 1Hユニットライブ「金銀どう？」（baseよしもと/大阪）
  - 4月29日 - LIVE STAND  08（幕張メッセ/千葉）

- 2009年
  - 10月4日 - ソロライブ「スーパーマラドーナVSサンダーファイアーミラクル漫才」（baseよしもと/大阪）※ユニット漫才コーナーにて金時でゲスト出演
- 2011年
  - 12月24日 - 昔の名前で出ています～あのすばらしいビーコードをもう一度〜（5upよしもと/大阪）※金時でコンビ出演